# 唯武器論
唯武器論（ゆいぶきろん）とは毛沢東によって唱えられた間違っているとする戦争に対する概念。これは1938年に発表された持久戦論という論文で初めて使われた言葉であり、抗日戦争が行われていた当時に物資が乏しかったことから中国は負けるであろうと見ていた者は唯武器論者であったと非難されていた。
毛沢東は唯武器論者に戦争では武器を豊富に持っていることも重要ではあるが、これだけで勝敗が決定するわけではない。勝敗を決定するのは物ではなく人間である。持久戦に持ち込めば敵側の武器弾薬が消耗したり士気が阻喪したり日本国内の厭戦や国際世論の非難などから日本が不利になり最終的には中国は勝てると説いた。
中国国内において唯武器論の傾向は抗日戦争の他に国共内戦や朝鮮戦争の時期にも見られた。